# Niederbleick
Die Niederbleick bildet zusammen mit der Hohen Bleick die höchsten Gipfel der Trauchberge am nördlichen Rand der Ammergauer Alpen. Sie ist auch der höchste Punkt im Landkreis Weilheim-Schongau und mit einem Gipfelkreuz versehen. Die Niederbleick ist neben der Hohen Bleick der einzige Gipfel in den stark bewaldeten Trauchbergen mit Aussicht und wird deshalb als einzige häufiger besucht. Beide Gipfel sind von Osten oder Westen über lange Wanderungen erreichbar.